# Hans Ebeling (Publizist)
Hans Ebeling, genannt Plato (* 2. September 1897 in Krefeld; † 17. Mai 1968 in Mönchengladbach), war ein deutscher politischer Publizist. Er gehörte während der Weimarer Republik zu den führenden Persönlichkeiten der bündischen Jugendbewegung. Während des Nationalsozialismus organisierte er aus dem Exil in den Niederlanden den Widerstand in Deutschland verbliebener bündischer Jugendgruppen und versuchte, Exilanten aus der bündischen und auch der politischen Jugendbewegung zusammenzubringen.

## Leben

### Erster Weltkrieg und unmittelbare Nachkriegszeit
Ebeling war der einzige Sohn eines Textilfabrikanten. Nachdem er 1915 das Abitur abgelegt hatte, meldete er sich freiwillig für den Kriegseinsatz. Er wurde mit dem Eisernen Kreuz I. und II. Klasse ausgezeichnet und 1916 zum Leutnant der Artillerie befördert.
1919 kehrte Ebeling nach Krefeld zurück und nahm 1920 zunächst ein Studium der Architektur auf. Er gründete den „Krefelder Jugendbund“, den er 1920 als Landesverband Niederrhein in den Deutschnationalen Jugendbund (DNJ) eingliederte. Kurzzeitig beteiligte er sich 1920 als Batterieführer in der Reichswehr am Kampf gegen die Rote Ruhrarmee im Ruhrgebiet. 1921 brach Ebeling sein Architekturstudium ab. Er begann stattdessen ein mehrfach unterbrochenes Studium der Nationalökonomie in Köln, Münster und Gießen und promovierte 1929 bei Friedrich Lenz über Ferdinand Lassalle.
1921 gehörte Ebeling zu den führenden Mitgliedern des DNJ, die aus Protest gegen die traditionalistische Haltung des Verbandes eine Abspaltung, den Jungnationalen Bund (Junabu) begründeten. 1922 übernahm Ebeling die Bundesführung des Junabu von Heinz Dähnhardt. Aber bald kam es zu Konflikten um die Ausrichtung des Bundes. Ebeling wollte sich aktiv am Widerstand gegen die Ruhrbesetzung beteiligen. Für ihn kam der „Vereinsladen“ nicht in Frage, wenn man sich ernsthaft gegen den Feind organisieren wolle. Er wollte stattdessen den Junabu zu einem reinen „Jungenbund“ als Vorstufe zur wehrfähigen Mannschaft umgestalten. Dagegen formierte sich Widerstand, der 1923/24 zu einer Spaltung des Junabu führte.
Ebeling führte den von ihm geführten Gau Westmark als ca. 300 Mitglieder starken Jungnationalen Bund – Deutsche Jungenschaft weiter. Er unterhielt enge Beziehungen zur Reichswehrführung in Münster (Wehrkreiskommando VI) unter Fritz von Loßberg und führte mit dessen Unterstützung Sabotageakte gegen die Franzosen durch. Im Auftrag von Franz Pfeffer von Salomon soll er außerdem Waffen beschafft und Ausbildungslager für den Guerillakrieg in den besetzten Gebieten eingerichtet haben. Ein französisches Militärgericht verurteilte ihn deshalb in Abwesenheit zum Tode.

### Nationalrevolutionärer Publizist
1928 nahm Ebeling gemeinsam mit Werner Lass und Karl Otto Paetel an der Ommener Tagung zur Gründung eines Weltbundes der Jugend teil. Ebeling und Laß provozierten absichtlich einen Eklat, als sie aus Protest gegen die Nichteinladung der Sowjetunion die Tagung vorzeitig verließen. Ihre Initiative gilt als Beleg der antikapitalistischen Radikalisierung der rechtsextremen deutschen Jugend noch vor der Krise. 1930 reiste Ebeling gemeinsam mit Lenz auch selbst in die Sowjetunion, wo er Karl Radek getroffen haben soll.
Im Anschluss an den Eklat von Ommen veröffentlichten Ebeling und Laß am 9. November 1928 in der überbündischen Zeitschrift Die Kommenden eine „Erklärung der deutschen Jungnationalisten“. Darin entwickelten sie eine nationalrevolutionäre bzw. nationalbolschewistische Position, die sich an die „Nationalisten aller Bünde“ richtete. Ebeling und Laß kritisierten die allgemeine politische Ausrichtung auf den Westen und wollte die „Eingliederung Deutschlands in den Westen wenigstens für die bündische Jugend“ verhindern. Sie lehnten den Parlamentarismus ab und formulierten, man bekämpfe den „neudeutschen Imperialismus“. Gegen die „Internationalität des Bürgertums in Gestalt der Weltdemokratie und der sogenannten Weltwirtschaft“ stellten sie „die staatliche Front preußisch-deutscher Tradition“. Zugleich forderten sie die absolute politische Neutralität gegenüber Russland und „den Staat der Arbeiter, Bauern und Soldaten.“
Mit dieser Haltung distanzierte sich Ebeling vom Nationalsozialismus und Kommunismus gleichermaßen. Am Nationalsozialismus bzw. Faschismus kritisierte er die grundsätzliche Bejahung der kapitalistischen Wirtschaftsordnung und speziell die anti-östliche Zielsetzung; am Kommunismus kritisierte er dessen Internationalität. Der bürgerlichen Jugendbewegung warf er vor, „Romantik und damit Reaktion“ geworden zu sein.
Spätestens 1929 kam Ebeling über Werner Kreitz mit Ernst Jünger und Friedrich Hielscher in Kontakt. Er hatte an der von der „Mittelstelle für nationale Publizistik“ initiierten Zusammenkunft 1929 auf dem Eichhof, Kreitz’ Elternhaus, teilgenommen, wo sich auch andere führende nationalistische Publizisten wie Bruno von Salomon, Friedrich Wilhelm Heinz, Otfrid Rademacher und Hans Schwarz van Berk eingefunden hatten. Er beteiligte sich auch an Beratungen dieser Kreise, wie aus der schleswig-holsteinischen Bauernbewegung, genannt die „Landvolkbewegung“, Kapital für die Rechte zu schlagen sei.
Ebeling verfügte über Vermögen, mit dem er seine Publikationen selbst finanzieren konnte. Seit August 1930 gab er gemeinsam mit Kreitz die Zeitschrift Vorkämpfer – Gegen politische und wirtschaftliche Unterdrückung heraus, an der auch Friedrich Lenz, Hans Harras und Jupp Hoven (Jungpreußischer Bund) mitarbeiteten. In Anlehnung an den Titel der Zeitschrift wird in diesem Zusammenhang auch vom „Vorkämpfer-Kreis“ gesprochen. Von Januar 1930 bis Juni 1931 gab Ebeling auch zusammen mit Ernst Jünger die überbündische Zeitschrift Die Kommenden heraus. 1931 begründete Ebeling mit Werner Laß die Zeitschrift Der Umsturz, die 1933 verboten wurde.
Ebelings politisches Programm, das er 1932 im Vorkämpfer darlegte, sah staatliche Planwirtschaft als Wirtschaftsform, Staatssozialismus als Herrschaftsform, die Trennung von Kirche und Staat und eine nach dem Osten orientierte Außenpolitik vor, bei der mit der Sowjetunion ein Bündnis gegen den Imperialismus der Weltbourgeoisie geschlossen werden sollte. Im Faschismus erblickte Ebeling eine andere Form der Klassenherrschaft. Die nationalistischen Kräfte Deutschlands müssten nach seiner Meinung schon deshalb antifaschistisch sein, weil der Faschismus in der Form der ständischen Ideologie ein katholischer Ausdruck zur Erhaltung der Herrschaft der internationalen Finanz sei, der sich gegen Preußen richte.

### Im Exil während des Nationalsozialismus
Nach der Machtübergabe an die Nationalsozialisten blieb Ebeling zunächst in Deutschland, sah sich aber bald Repressalien ausgesetzt. Im Februar 1933 wurde ein Strafverfahren wegen Waffenbesitzes gegen ihn eingeleitet. Ebeling stellte sich am 21. März 1933 der Polizei. Er wurde aus der Untersuchungshaft entlassen; gleichzeitig wurde aber wegen des Verdachts kommunistischer Betätigung weiter gegen ihn ermittelt. Anfang 1934 löste sich der von ihm geführte Junabu auf. Im August 1934 floh Ebeling in die Niederlande.
Aus dem Exil organisierte Ebeling den Widerstand bündischer Gruppen, die sich in die Illegalität begeben hatten. Dabei erleichterte die regionale Verankerung Ebelings und seiner früheren Jugendorganisation am Niederrhein den geheimen Grenzverkehr zwischen den Niederlanden und dem Deutschen Reich. Pfingsten 1935 trafen sich Leiter illegaler deutscher bündischen Gruppen in den Niederlanden mit Ebeling. Ebelings Strategie bestand darin, die formell aufgelösten Jugendbünde aufrechtzuerhalten und Mitglieder in den NS-Herrschaftsapparat einzuschleusen. Im Herbst 1935 verhaftete die Geheime Staatspolizei (Gestapo) bereits 30 bis 40 Angehörige der illegalen Gruppen des Junabu. Im Juni 1937 wurde zwölf Führern des Junabu vor dem Volksgerichtshof Essen der Prozess wegen Hochverrats gemacht. Das auch als „Junabu-Prozess“ bekannt gewordene Verfahren erfüllte allerdings nicht die Erwartungen der Nationalsozialisten, die gehofft hatten, die oppositionellen Bündischen von weiterer illegaler Tätigkeit abschrecken zu können. Stattdessen nutzten die Angeklagten das Forum des Prozesses zu offener Kritik am NS-Staat, während sie selbst auf ihr eigenes patriotisches Engagement verwiesen. Einer der Angeklagten starb noch während des Prozesses unter ungeklärten Umständen in der Untersuchungshaft, angeblich durch Selbstmord.
Gemeinsam mit dem aus der katholischen Jugendbewegung stammenden Theo Hespers gründete Ebeling 1935 den Arbeitskreis Bündischer Jugend (AKBJ), der die Sonderinformation deutscher Jugend und die Bündischen Rundbriefe herausgab. Diese Publikationen wurden im Holland Typing Office von Selma Meyer hektografiert, die mit Ebeling befreundet war und dem „Wuppertal-Komitee“ vorstand, einem Solidaritätskomitee für die über 1.900 Wuppertaler Arbeiter, die ab 1935 im Zuge der „Wuppertaler Gewerkschaftsprozesse“ von den Nationalsozialisten verhaftet worden waren.
Am 17./18. Juli 1937 gründeten Hespers und Ebeling in Brüssel die Deutsche Jugendfront. Darin sollten die deutschen Jugendverbände, die sich in Exil und Widerstand befanden, zusammengeschlossen werden. Mitbegründer waren Karl Otto Paetel, der Sozialdemokrat Hans Stoffers, Erich Jungmann vom KJVD, der Kommunist Werner Kowalski sowie Vertreter der belgischen, niederländischen und britischen Jugendverbände. Die Kommunisten wurden ausgeschlossen, nachdem sie sich zustimmend zu den Moskauer Prozessen geäußert hatten. Bis Anfang 1940 gaben Ebeling und Hespers von Brüssel, Amsterdam und London aus als Organ der Jugendfront die bündische Zeitschrift Kameradschaft – Schriften junger Deutscher heraus, die nach Deutschland geschmuggelt wurde. Daraus entwickelte sich ein weitverzweigtes publizistisches und organisatorisches System, das diejenigen Gruppen aus der Jugendbewegung sammelte, die gegen den Nationalsozialismus eingestellt waren und Widerstand leisteten. Ebeling gründete zwei Komitees, die Flüchtlinge der deutschen Jugendbewegung im Exil unterstützten. Auf der anderen Seite bewahrte sich Ebeling seine Unabhängigkeit, indem er sich 1937 weigerte, einem Volksfrontkomitee beizutreten.
Die Gestapo nahm die Aktivitäten der Deutschen Jugendfront überaus ernst. Kurz nach Theo Hespers’ Verhaftung in Antwerpen erklärte sie in einem internen Bericht im Februar 1942, Ebeling sei einer „der größten Feinde des Nationalsozialismus.“ Sein Ziel sei der gewaltsame Umsturz gewesen. Er habe mit allen Mitteln den Nationalsozialismus bekämpfen und dessen Führer beseitigen wollen. Nüchtern betrachtet war diese Einschätzung allerdings übertrieben, denn die Deutsche Jugendfront verfügte zu keinem Zeitpunkt über die Mittel zu einem solchen gewaltsamen Umsturz. Ihr Schwerpunkt lag vielmehr auf publizistischem Gebiet. Die Zeitschrift der Deutschen Jugendfront, die Kameradschaft war inhaltlich im linken politischen Spektrum angesiedelt. Im Unterschied zu anderen Exilpublikationen vertrat sie jedoch früh die Ansicht, dass ein Krieg mit Hitler-Deutschland unvermeidlich sei und es keine internationale Zusammenarbeit mit dem Deutschen Reich geben sollte.
Weil die deutschen Behörden seine Auslieferung betrieben, floh Ebeling 1937 nach Brüssel. Hier begründete er auch die „Sonderinformationen Deutscher Jugend“, flugschriftartige Informationsbriefe für die illegalen bündischen Gruppen. 1939 wurde ihm die deutsche Staatsangehörigkeit entzogen, während die Universität Gießen seinen Doktortitel aberkannte.
Nach dem Ausbruch des Zweiten Weltkriegs gelang Ebeling im Gegensatz zu Hespers am 29. November 1939 die Flucht nach England. Hier arbeitete er in London vorübergehend beim Sender Der Sturmadler – Sender der deutschen Jugend. Bis 1940 führte er die „Sonderinformationen Deutscher Jugend“ weiter. Von Juli bis Dezember 1940 war er als „Enemy Alien“ interniert. Anschließend leitete er die Londoner Gruppe der Kameradschaft und gab von 1941 bis 1944 die hektographierten Rundbriefe der Kameradschaft – Bündische Opposition heraus, die für die interne Diskussion der bündischen Opposition bestimmt waren. Er nahm die britische Staatsangehörigkeit an und arbeitete als freiberuflicher Journalist, etwa als Sprecher der deutschen Emigration bei der BBC und gehörte zu den Unterzeichnern der Lidice-Erklärung der deutschen Emigration in England vom Juni 1942.

### Nach dem Zweiten Weltkrieg
1949 kehrte Ebeling nach Deutschland zurück. Seit 1950 leitete er in Düsseldorf das britische Informationszentrum Die Brücke. Er gründete eine „Mittelstelle für historische Forschung“ und gab seit 1956 gemeinsam mit Arno Klönne die Zeitschrift Graue Blätter heraus, seit 1968 die Zeitschrift kernpunkte. Verarmt lebte er seit 1966 von Sozialhilfe und erlag 1968 einer Krebserkrankung.

## Veröffentlichungen
- und H Böckling (Hrsg.): Der Vorkämpfer gegen politische und wirtschaftliche Unterdrückung. Jg. 1930 12 Nrn Aug. Nr. [Hrsg.: H. Ebeling. Verantw.: H. Böckling]. H. Ebeling, Krefeld, Postschliessfach 272 1930.
- Der Kampf der Frankfurter Zeitung gegen Ferdinand Lassalle und die Gründung einer selbständigen Arbeiterpartei. Hans Ebeling. C. L. Hirschfeld, Leipzig 1931.
- The caste. The political role of the German general staff between 1918 and 1938. New Europe Pub. Co., London 1945.
- The German youth movement. Its past and future. The New Europe publishing co. ltd., London 1945.
- (Hrsg.): Jugend contra Nationalsozialismus. „Rundbriefe“ und „Sonderinformationen deutscher Jugend“. zsgest. von Hans Ebeling und Dieter Hespers. 2. Auflage. Bartmann, Frechen 1968.
- (Hrsg.): Jugendwiderstand im III. Reich. Dokumente. [hrsg. von Hans Ebeling u. Dietrich Hespers]. Vive-le-Gues-Verlag, Mönchengladbach o. J.
- (Hrsg.): Kameradschaft – Schriften junger Deutscher. hrsg. von Hans Ebeling u. Dietrich Hespers. Vive-le-Gues-Verlag, Mönchengladbach 1974.
- und Dirk Hespers: Reaktionäre, Rebellen, Revolutionäre. Jugendbewegung – bündische Jugend. Vive le gues Verlag, Mönchengladbach 1988, ISBN 9783925668043.